# Гамбаронча (Арецо)
Гамбаронча је насеље у Италији у округу Арецо, региону Тоскана.
Према процени из 2011. у насељу је живело 15 становника. Насеље се налази на надморској висини од 643 м.